# Caçadores da Alma
"Caçadores da Alma" foi um documentário dirigido por Silvio Tendler em 1988, com 59 min. sobre a fotografia e o fotojornalismo, baseado em depoimentos de diversos fotógrafos.
Em 2012, foi realizada uma série com 13 episódios de aproximadamente 30 min., baseados no documentário de 1988, exibida pela TV Brasil.